# Großsteingrab Toftehavegård 2
Das Großsteingrab Toftehavegård 2 war eine megalithische Grabanlage der jungsteinzeitlichen Nordgruppe der Trichterbecherkultur im Kirchspiel Lillerød in der dänischen Kommune Allerød. Es wurde im 19. Jahrhundert zerstört.

## Lage
Das Grab lag am Westrand von Lillerød auf einer Wiese östlich der Straße Enghaven. In der näheren Umgebung gibt bzw. gab es zahlreiche weitere megalithische Grabanlagen.

## Forschungsgeschichte
Im Jahr 1890 führten Mitarbeiter des Dänischen Nationalmuseums eine Dokumentation der Fundstelle durch. Zu dieser Zeit waren keine baulichen Überreste mehr auszumachen.

## Beschreibung

### Architektur
Die Anlage besaß eine runde Hügelschüttung unbekannter Größe. Ob eine steinerne Umfassung vorhanden war, ist nicht bekannt. Die Grabkammer ist als Urdolmen anzusprechen. Sie war nord-südlich orientiert und hatte einen rechteckigen Grundriss. Die Kammer bestand aus vier Wandsteinen und einem Deckstein. Die genauen Maße sind nicht überliefert.

### Funde
In dem Grab wurden Knochen gefunden, aber nicht aufgehoben.